# Jeļena Ostapenko
Jeļena Ostapenko (Riga, 8 giugno 1997) è una tennista lettone.
Ottima giocatrice sia in singolare che in doppio, nel corso della sua carriera ha accumulato venti titoli WTA in queste due specialità, tra cui due prove del Grande Slam: l'Open di Francia 2017 in singolare, diventando nella circostanza la prima tennista lettone nella storia a riuscire nell'impresa, e lo US Open 2024 in doppio femminile insieme all'ucraina Ljudmyla Kičenok. Con Kičenok ha anche disputato una finale all'Australian Open 2024, mentre nel doppio misto è stata finalista Wimbledon 2019 in coppia con lo svedese Robert Lindstedt. Si è spinta almeno fino ai quarti di finale in tutte e quattro le prove dello Slam in singolare e fino alle semifinali nel doppio femminile.
Ha raggiunto la 5ª posizione del ranking mondiale in singolare nel marzo 2018 e la 4ª posizione in doppio nell'ottobre 2024. In Fed Cup ha giocato ventisette match di singolare con la squadra lettone con un bilancio di sedici vittorie e undici sconfitte; in doppio invece ha vinto quattordici delle diciotto partite disputate.

## Biografia
Jeļena Ostapenko è nata a Riga da Jevgēnijs Ostapenko e Jeļena Jakovļeva. Prima di assumere un coach professionista la tennista lettone è stata allenata dalla madre. Il padre è stato un calciatore per la squadra ucraina Futbol'nyj Klub Metalurh Zaporižžja ed è venuto a mancare nel gennaio 2020.

## Carriera

### 2011-2014: Junior
Vince nel 2011 i campionati mondiali juniores, il Les Petits As a Tarbes. Partecipa poco dopo alla 47ª edizione del Torneo Avvenire, vincendo in finale contro Ivana Jorović.
A livello giovanile raggiunge i quarti di finale agli Australian Open 2014 e vince il Torneo di Wimbledon nello stesso anno, ad agosto ottiene la quinta posizione mondiale.
Nel circuito ITF vince sei titoli in singolare e sette nel doppio.

### 2015: prima finale WTA

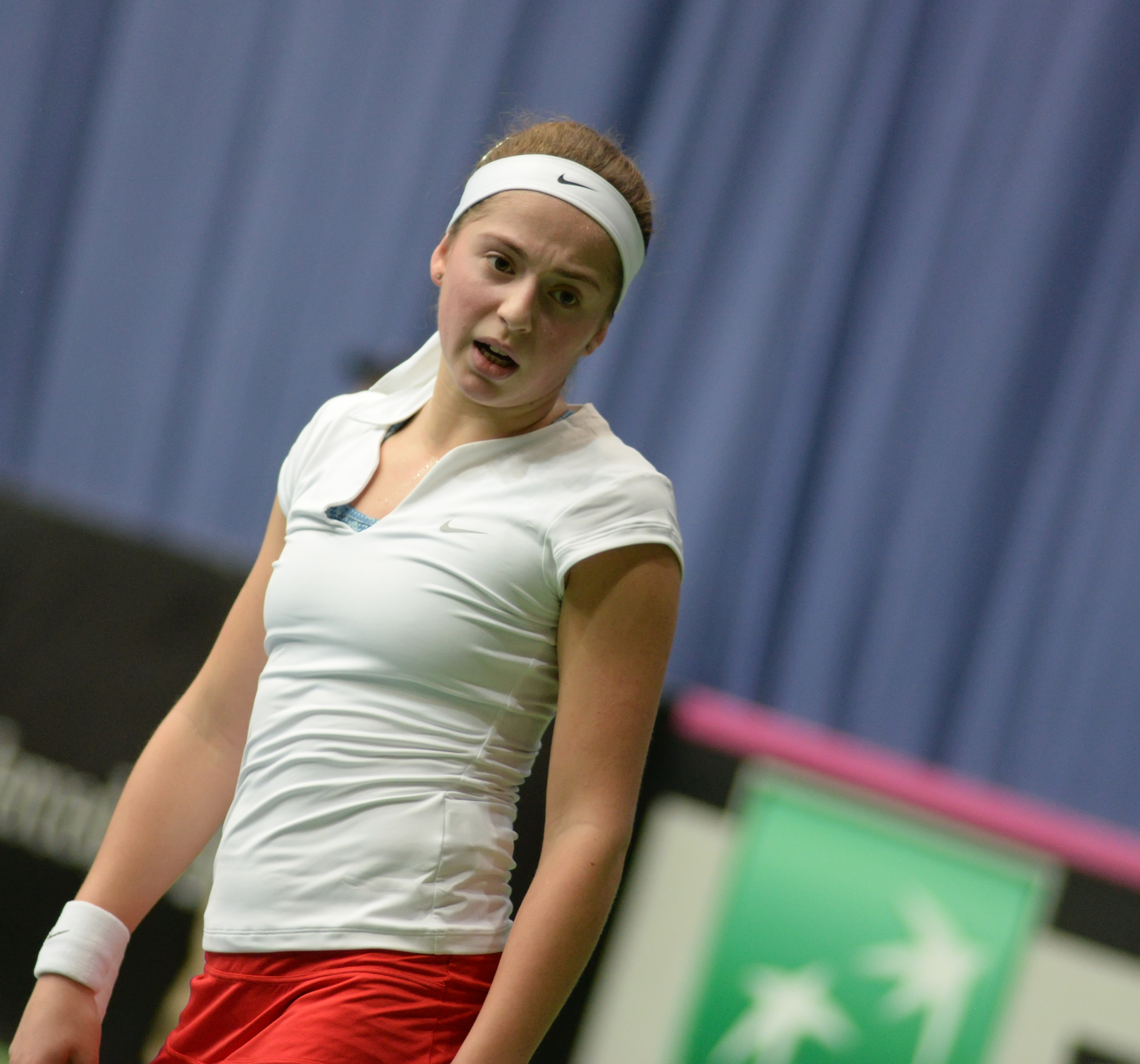
Ostapenko nel 2015

Jelena Ostapenko alla fine di febbraio trionfa all'ITF di San Pietroburgo partendo dalle qualificazioni. A Quanzhou arriva in finale ma perde contro Elizaveta Kuličkova. Partecipa alle qualificazioni del torneo WTA di Praga, ma viene sconfitta all'ultimo turno da Vol'ha Havarcova. Non va meglio alle qualificazioni dell'Open di Francia, sconfitta da Vera Duševina. A 's-Hertogenbosch partecipa alle qualificazioni ma si deve arrendere a Jessica Pegula. Dopo avere disputato l'ITF di Ilkley le viene offerta la possibilità, attraverso una wild-card, di partecipare al tabellone principale del torneo di Wimbledon. Qui si trova di fronte la numero 9 del mondo Carla Suárez Navarro e, dopo una prestazione incredibile, la lettone si impone in due set netti, per 6–2, 6–0, (nel turno successivo viene fermata da Kiki Mladenovic). Si qualifica per il main-draw del torneo di Istanbul, ma al primo turno è costretta però ad arrendersi a Kirsten Flipkens. Supera le qualificazioni dello US Open sconfiggendo fra le altre la promessa locale CiCi Bellis. Al primo turno del tabellone principale estromette Annika Beck in tre set, ma al secondo si arrende a Sara Errani. La settimana successiva gioca il torneo di Quebec City. Dopo due primi turni complicatissimi ai quarti lascia solo un game a Paula Kania. In semifinale elimina la lucky loser Naomi Broady, raggiungendo la prima finale WTA della carriera, dove trova Annika Beck, che la batte con un netto 6–2, 6–2. Chiude l'anno alla posizione numero 79 del ranking.

### 2016: prima finale in un Premier 5 e prima semifinale Slam in doppio misto

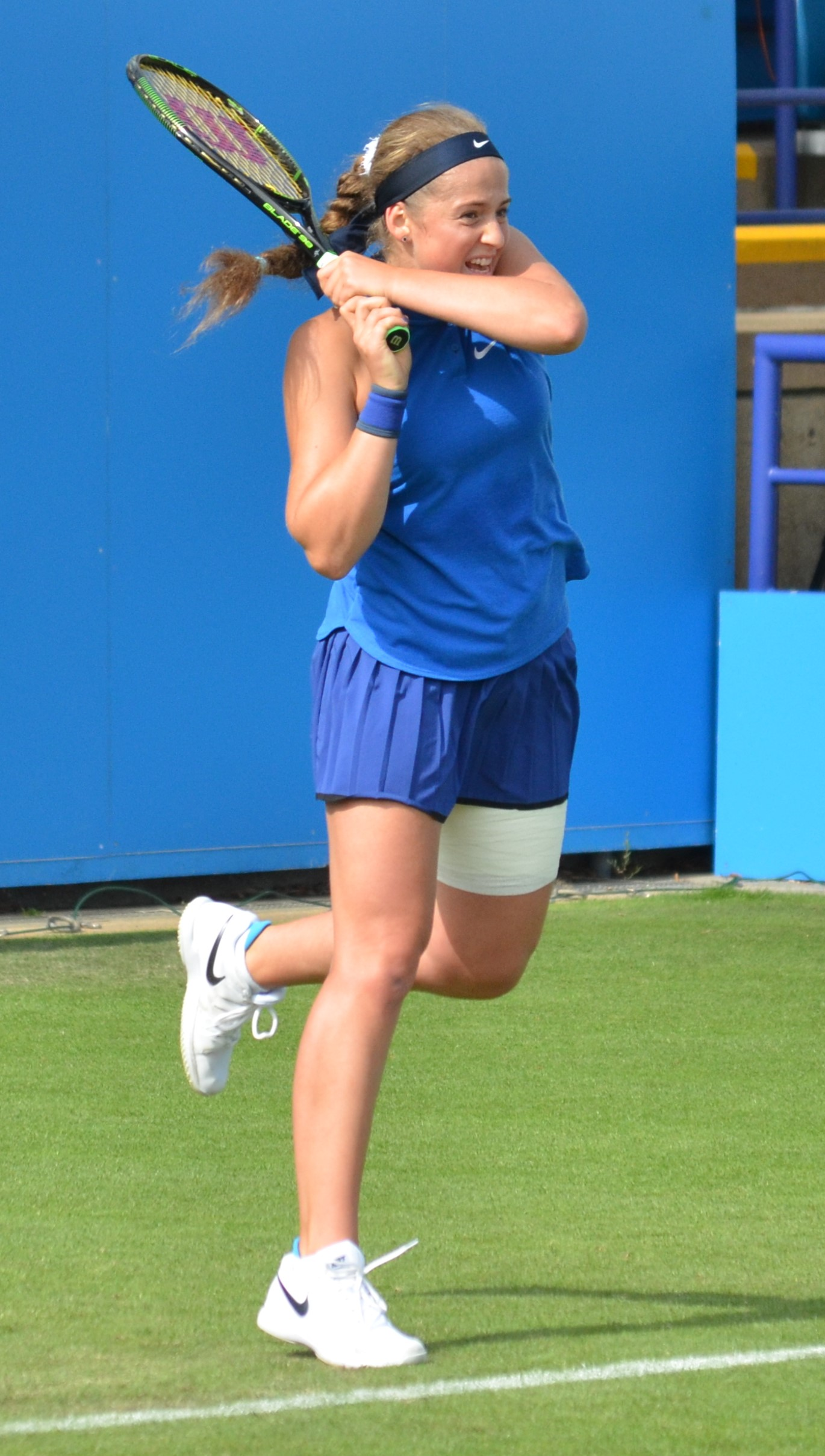
Ostapenko nel 2016

Ostapenko comincia il suo anno a Auckland con un secondo turno contro Naomi Broady. Partecipa per la prima volta in carriera agli Australian Open, dove viene subito sconfitta da Hsieh Su-wei. Stesso risultato anche nel torneo di San Pietroburgo, mentre a Dubai non passa le qualificazioni. Esplode nel torneo del Qatar raggiungendo la prima finale stagionale e la prima in un Premier 5. Nel corso del torneo supera fra le altre Svetlana Kuznecova, dodicesima testa di serie, e Petra Kvitová, quinta testa di serie. In finale viene sconfitta in rimonta da Carla Suárez Navarro, ottava testa di serie, per 6–1, 4–6, 4–6. Prende parte al torneo minore WTA 125k di San Antonio, venendo eliminata al primo turno da Ana Konjuh. Nel torneo di Miami non supera le qualificazioni. Si spinge fino alla semifinale nel torneo di Katowice imponendosi fra le altre su Daniela Hantuchová prima di essere sconfitta da Camila Giorgi. A Praga e a Madrid non va oltre il primo turno. Negli Internazionali d'Italia si sbarazza di Kristina Mladenovic e Mónica Puig prima di venire battuta dalla n° 3 del mondo, Garbiñe Muguruza, per 1–6, 4–6. Nel Roland Garros non va oltre il primo turno venendo estromessa in due set da Naomi Ōsaka. Fa meglio nel torneo di 's-Hertogenbosch, ottenendo un secondo turno contro Kateryna Kozlova, mentre a Birmingham si spinge fino ai quarti di finale contro Madison Keys, testa di serie numero sette. Nei successivi tornei di Eastbourne, Wimbledon, Stanford e Montreal tuttavia non va oltre il primo turno. In preparazione alle Olimpiadi prende parte al torneo brasiliano di Florianópolis, dove raggiunge i quarti di finale, eliminata da Tímea Babos. Rappresenta la Lettonia alle Olimpiadi di Rio, ma viene superata in rimonta dall'australiana Samantha Stosur (6–1, 3–6, 2–6). Nel torneo di Cincinnati  perde al secondo turno contro Karolína Plíšková in due set. Stesso risultato In Connecticut contro la prima testa di serie, Agnieszka Radwańska. Termina la stagione in diminuendo con l'uscita ai primi turni degli US Open e dei tornei successivi concludendo alla 44ª posizione della classifica mondiale.

### 2017: Top 5: 2 titoli tra cui il primo Grande Slam, il Roland Garros

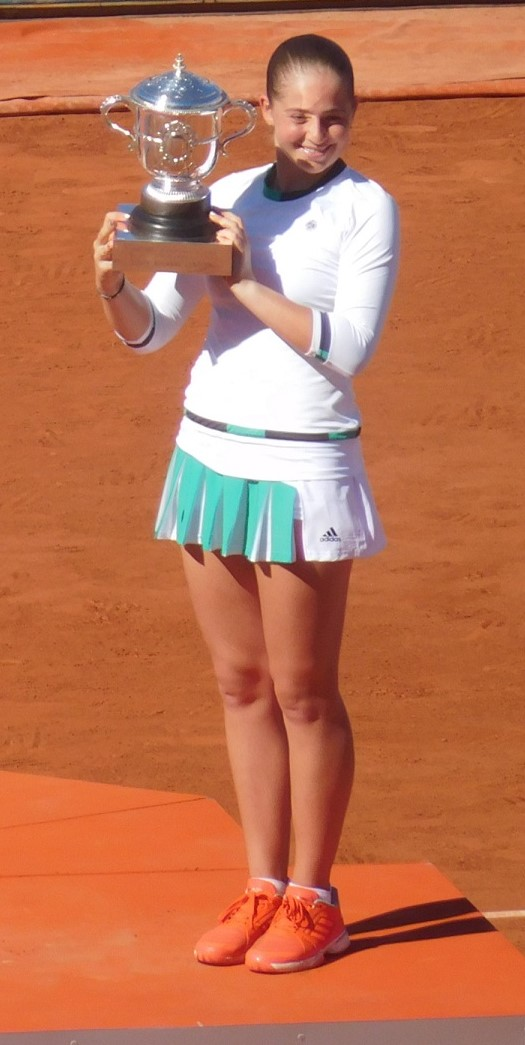
Ostapenko dopo aver vinto il suo primo Slam nel 2017, il Roland Garros

Inizia l'anno prendendo parte al torneo di Auckland dove si spinge fino alla semifinale contro Lauren Davis dove si ritira in svantaggio per di 6–4 ,4–6 ,1–4 in favore all'americana. Agli Australian Open viene sconfitta al terzo turno dalla numero cinque del mondo, Karolína Plíšková. A San Pietroburgo viene sorpresa da Donna Vekić (che si impone per 6–0, 6–4) nel singolare, mentre in coppia con Alicja Rosolska si aggiudica il torneo in coppia. Nel torneo di Dubai non riesce a difendere i punti acquisiti nella finale dell'anno precedente, in quanto viene eliminata nel primo turno da Wang Qiang. Raggiunge i quarti di finale ad Acapulco sconfitta da Lesja Curenko. Agli Indian Wells esce al secondo turno contro Dominika Cibulková; mentre a Miami al primo. Raggiunge la sua terza finale in carriera a Charleston, che cede a Dar'ja Kasatkina per 3–6 1–6, dopo aver superato nel corso del torneo Maria Sakkarī e Caroline Wozniacki, numero cinque del mondo. Nel torneo di Stoccarda supera le qualificazioni, ma viene subito estromessa con un doppio tie-break da Coco Vandeweghe. Si riscatta in doppio in coppia con Raquel Kops-Jones aggiudicandosi il titolo. Nel torneo di Praga raggiunge la semifinale eliminando tra le altre Wozniacki, numero due del seeding. Qui viene sorpresa da Kristýna Plíšková per 4–6, 2–6. Agli Internazionali d'Italia da qualificata si impone su Shelby Rogers prima di venire sconfitta dalla numero tre del mondo, Garbiñe Muguruza.
Nello slam parigino supera Chirico, Mónica Puig per 6–3 6–2 Curenko, Samantha Stosur, ventitreesima testa di serie, Caroline Wozniacki, undicesima testa di serie, e Timea Bacsinszky. Il 10 giugno 2017, a venti anni e due giorni, batte in finale al Roland Garros la tennista rumena Simona Halep in tre set per 4–6, 6–4, 6–3, conquistando il suo primo titolo Slam nonché primo titolo assoluto in carriera. È la prima tennista a vincere il Roland Garros senza essere testa di serie ed è la prima lettone a riuscire in tale impresa.
Nel torneo di Eastbourne supera al primo turno Carla Suárez Navarro, per poi venire eliminata da Johanna Konta. A Wimbledon raggiunge i quarti di finale sconfiggendo Camila Giorgi nei sedicesimi con un doppio 7–5 ed Elina Svitolina, numero quattro del mondo, negli ottavi per 6–3, 7–6. Successivamente viene eliminata dalla futura finalista, Venus Williams. Non brilla a Montreal e Cincinnati dove viene eliminata al primo turno. Agli US Open elimina Lara Arruabarrena Vecino e Sorana Cîrstea, prima di venire sconfitta da Dar'ja Kasatkina. Il 24 settembre vince il suo secondo titolo in carriera, all'Hansol Korea Open, sconfigge in finale Beatriz Haddad Maia. Nel torneo di Wuhan elimina Barbora Strýcová, Mónica Puig, e Garbiñe Muguruza, numero uno del mondo, per 1–6, 6–3, 6–2. In seguito viene sconfitta nettamente in semifinale da Ashleigh Barty, che le lascia solamente tre game. Anche a Pechino raggiunge la semifinale, ma stavolta viene sconfitta dalla n° 2 del mondo, Simona Halep per 2–6 ,4–6. Grazie all'ottima stagiona disputata si qualifica per le WTA Finals. Inserita nel gruppo con Garbiñe Muguruza, Venus Williams e Karolína Plíšková, riesce a collezionare solamente una sola vittoria contro Plíšková (6–3 ,6–1). Di conseguenza non si qualifica per la semifinale. A fine anno cambia coach passando a David Taylor, per indisponibilità dell'allenatrice con cui ha vinto lo Slam, Anabel Medina Garrigues, e chiude l'anno alla 7ª posizione in classifica.

### 2018: semifinale a Wimbledon e uscita dalla Top 20

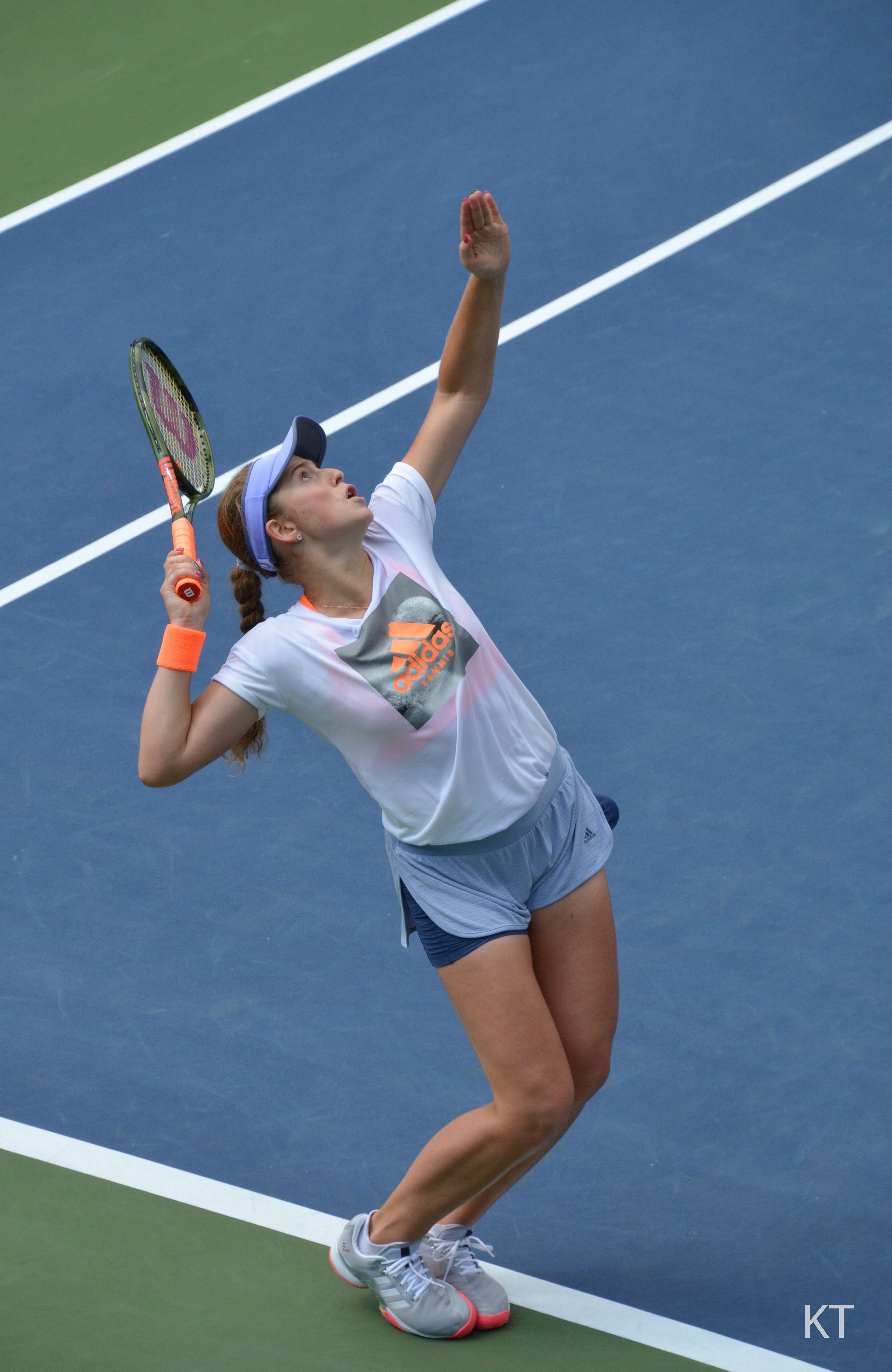
Ostapenko nel 2018

Inizia la stagione a Shenzhen dove esce al primo turno. Non fa meglio nemmeno a Sydney. Agli Australian Open supera Francesca Schiavone, e Duan Yingying, per poi venire eliminata da Anett Kontaveit in tre set. A San Pietroburgo viene surclassata da Petra Kvitová, la quale le lascia solo due game. Nel torneo in Qatar viene eliminata all'esordio da Mihaela Buzărnescu, mentre, in coppia con Gabriela Dabrowski, si aggiudica il terzo titolo in carriera in doppio. Nel torneo di Dubai viene eliminata da Elena Vesnina in due set. A Indian Wells riesce ad andare oltre il primo turno eliminando Belinda Bencic, per poi venire sconfitta con un doppio 3–6 da Petra Martić. A Miami invece raggiunge la finale senza perdere un set. Nel corso del torneo imponendosi fra le altre su Beatriz Haddad Maia, Petra Kvitová, testa di serie numero nove, Elina Svitolina, testa di serie numero quattro, e Danielle Collins. In finale è opposta a Sloane Stephens, testa di serie numero tredici, contro la quale perde con il punteggio di 6(5)–7, 1–6.
Nel torneo di Stoccarda si impone facilmente su Zarina Dijas prima di venire sconfitta in un match complicato da Karolína Plíšková, testa di serie numero cinque. Nel Master di Madrid esce al primo turno. Raggiunge i quarti di finale aRoma dove viene eliminata in rimonta da Marija Šarapova per 7–6(6), 4–6, 5–7, mentre in coppia con Sorana Cîrstea si ferma in semifinale. Si presenta a Parigi come detentrice del titolo Slam e come numero cinque del mondo, ma viene sconfitta a sorpresa da Kateryna Kozlova in due set. Subito dopo si allontana dal nuovo coach, David Taylor, dopo nemmeno sei mesi di collaborazione.
Si spinge fino ai quarti di finale a Eastbourne dove viene estromessa da Agnieszka Radwańska.Imponendosi ai quarti di finale su Dominika Cibulková raggiunge la semifinale senza concedere un set a Wimbledon, prima di venire sconfitta (3–6, 3–6) dalla futura campionessa, Angelique Kerber.
A Montreal e Cincinnati viene eliminata in rimonta all'esordio da Johanna Konta e da Alizé Cornet. Agli US Open si spinge fino al terzo turno dove perde contro Marija Šarapova. Si presenta in Corea per difendere i punti conquistati l'anno precedente in seguito alla vittoria del titolo, ma viene eliminata nel terzo turno da Ekaterina Aleksandrova. Perde anche i punti delle due semifinali raggiunte a Wuhan e Pechino, dove viene rispettivamente sconfitta nel primo e nel secondo turno da Dar'ja Gavrilova e da Wang Qiang per 6–0, 6–0 (questa rappresenta la sconfitta peggiore della lettone nel circuito maggiore). Esce all'esordio anche nel torneo di Hong Kong. In seguito annuncia il ritiro dal torneo secondario alle WTA Finals, il WTA Elite Trophy. Termina la stagione alla posizione numero ventuno.

### 2019: terzo titolo in singolare; finale a Wimbledon in doppio misto

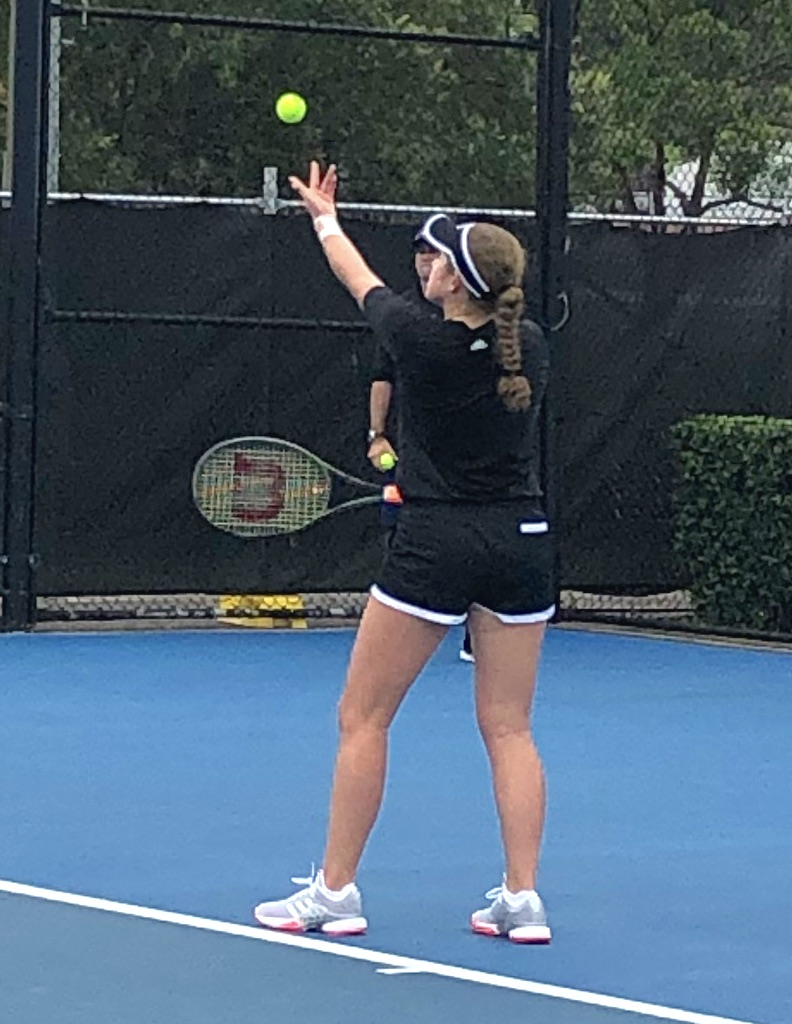
Jelena Ostapenko nel 2019

Inizia la stagione soffrendo ancora un infortunio al polso sinistro, venendo nettamente sconfitta all'esordio da Monica Niculescu a Shenzhen per 0–6, 2–6. e uscendo al primo turno anche a Sydney, ed agli Australian Open. Si presenta a San Pietroburgo imponendosi su Kristina Mladenovic, per poi cedere ad Anastasija Pavljučenkova. Nel torneo del Qatar sconfigge in tre set Mihaela Buzărnescu, ma viene poi eliminata da Elina Svitolina. Tuttavia raggiunge la semifinale nel doppio in coppia con Veronika Kudermetova. A Dubai, invece, non va oltre il primo turno. Sul suolo americano raggiunge il secondo turno ad Indian Wells e il primo a Miami; in entrambi i casi viene sconfitta da Markéta Vondroušová.
Non migliora la sua forma spostandosi sulla terra, a parte un terzo turno sulla terra veloce di Charleston contro Madison Keys, colleziona primi turni nella terra d'altitudine di Bogotà, e in quella indoor tedesca di Stoccarda. Fa leggermente meglio al Masters di Madrid con un secondo turno contro la top10 olandese Kiki Bertens. Molto meglio invece nel doppio in coppia con Vera Zvonarëva, dove raggiunge la semifinale del torneo. Esce per infortunio al primo turno degli Internazionali d'Italia. Disputa senza successo il singolare del Roland Garros, superata da Viktoryja Azaranka, mentre in doppio (con Ljudmyla Kičenok) si spinge fino ai quarti di finale.
Inizia la stagione sull'erba con i quarti di finale al torneo di Birmingham contro Petra Martić, dopo essersi trovata in vantaggio di 4–0 nel secondo set e avendo avuto a disposizione cinque match point. In coppia con Galina Voskoboeva raggiunge la semifinale nel doppio, sconfitte da Strýcová/Hsieh. A Eastbourne raccoglie invece solo un secondo turno contro Ekaterina Aleksandrova dopo aver sconfitto la top10 Sloane Stephens. Si presenta a Wimbledon senza riuscire ad andare oltre il primo turno; a fine torneo crolla in classifica fino alla 79ª posizione del ranking, non avendo difeso i punti dell'anno precedente. Stessa risultato le tocca anche in coppia. Tuttavia, nel doppio misto, insieme a Robert Lindstedt, si spinge fino alla finale, dove sono sconfitti dal duo Latisha Chan/Dodig.
Al Baltic Open esce all'esordio contro Bernarda Pera, mentre in coppia con Galina Voskoboeva, raggiunge la finale contro la sorpresa serbo-canadese del duo Nina Stojanović/Shaon Fichman, che si impongono con il punteggio 2–6, 7–6(1), [10–6]. In seguito nel torneo di Toronto prevale su Caroline Garcia e su Anastasija Pavljučenkova, per poi venire facilmente fermata dalla futura semifinalista Marie Bouzková. Dopo un primo turno a Cincinnati, si presenta agli US Open, dove conferma il terzo turno raggiunto nel 2017 e nel 2018, venendo eliminata da Kristie Ahn (3–6, 7–5). In coppia con Ljudmyla Kičenok, invece, arrivano fino ai quarti di finale contro le americane Dolehide/King.
Nello swing asiatico dopo un secondo turno a Zhengzhou, esce al primo in Korea e a Tashkent dove si ritira per infortunio contro Katarina Zavac'ka, sul punteggio di 6–3, 5–4 in favore all'ucraina. Nel torneo di Pechino si impone a fatica sulla n° 2 del mondo, Karolína Plíšková, prima di cedere contro un'altra ceca Kateřina Siniakova. Invece, insieme a Dajana Jastrems'ka, raggiunge la finale, perdendo contro la coppia americana Mattek-Sands/Kenin al tie-break del terzo set per [7–10]. Il finale di stagione per la lettone è costellato di vittorie e due finali. Infatti Ostapenko raggiunge la finale a Linz grazie alle vittorie fra le altre su Elena Rybakina ed Ekaterina Aleksandrova. Nella finale viene sconfitta dalla quindicenne Cori Gauff per 3–6, 6–1, 3–6. La settimana seguente trionfa a Lussemburgo, riuscendo a imporsi in poco meno di un'ora sulla campionessa in carica, Julia Görges, con il punteggio 6–4, 6–1. Nella corsa al titolo Ostapenko elimina nel suo percorso anche Elise Mertens e Anna Blinkova. Il terzo titolo in carriera le permette di risalire la classifica fino al 46º posto.

### 2020: sesta finale e Top 20 in doppio
Si presenta direttamente agli Australian Open, a dieci giorni dall'annuncio della scomparsa di suo padre, partecipando in tutte e tre le specialità. In singolare si impone su Ljudmila Samsonova, prima di cedere contro la n° 6 del mondo Belinda Bencic. Fa meglio in coppia con Gabriela Dabrowski poiché raggiunge i quarti di finale; tuttavia vengono sconfitte in rimonta dalla coppia ceca Siniaková/Krejčíková. In coppia con Leander Paes cede nel secondo turno contro la coppia formata da Jamie Murray e Bethanie Mattek-Sands. Al torneo di San Pietroburgo esce all'esordio per mano di Alizé Cornet, la quale le lascia solamente tre game. Si riprende a Doha, in quanto supera Jil Teichmann e Barbora Strýcová, per poi perdere in tre set contro Petra Kvitová, testa di serie numero otto. Fa decisamente meglio nel doppio: raggiunge la sesta finale in carriera insieme a Dabrowski, dove vengono sconfitte dalle numero uno al mondo, Hsieh/Strýcová, dopo aver superato tra le altre coppie le teste di serie n° tre, Sabalenka/Mertens e n° 2, Babos/Mladenovic A fine torneo sale alla 17ª posizione del ranking in doppio, suo miglior piazzamento.
Il circuito WTA, da marzo ad agosto, viene bloccato a causa della pandemia di COVID-19, che porta all'annullamento di tutti i tornei programmati (incluso Wimbledon) e al rinvio dei Giochi Olimpici al 2021.
Ostapenko riprende a giocare in autunno sulla terra di Roma uscendo al primo turno sia in singolare che in doppio (senza vincere nessun set). A Strasburgo dove si presenta con un nuovo allenatore, Thomas Hogstedt, la lettone batte Lauren Davis e approfitta del ritiro di Kiki Bertens, approdando ai quarti di finale, dove cede a Nao Hibino in due tie-break. In doppio arriva in semifinale (sempre assieme a Dabrowski) dove viene eliminata dalla coppia Carter/Stefani. Al Roland Garros, si impone su Madison Brengle mentre, al secondo turno, estromette Karolína Plíšková con un netto 6–4, 6–2; quella sulla ceca è la prima vittoria stagionale su una top-5, la prima dal 2018, quando sconfisse Svitolina a Miami. Tuttavia, al terzo turno, viene sorprendentemente superata dalla spagnola Paula Badosa; anche in doppio raggiunge il terzo turno. Chiude la stagione a Ostrava, dove sconfigge Petra Martic prima di cedere a Ons Jabeur.
Termina l'annata al n°44 del ranking in singolare e al n°19 in doppio.

### 2021: 4º titolo WTA e semifinale a Indian Wells
La lettone inizia la stagione al Gippsland Trophy di Melbourne dove giunge agli ottavi di finale contro Elina Svitolina. Agli Australian Open cede all'esordio contro la futura semifinalista del torneo, Karolína Muchová. Nello swing in medio oriente colleziona solo due secondi turni, sia a Doha che a Dubai. Nella parentesi del cemento americano di Miami si spinge fino al terzo turno, fermata dalla n°1 del mondo Ashleigh Barty. Avvia la stagione su terra in Europa, dove riprende con i secondi turni a Stoccarda e a Madrid. Mentre a Roma, per la prima volta in stagione, Ostapenko raggiunge i quarti di finale contro Karolína Plíšková, dopo i successi su Konta, Tomljanovic e Kerber. Nell'Open di Francia la lettone si fa bloccare all'esordio dalla finalista uscente, Sofia Kenin. Inizia la stagione sull'erba con un altro secondo turno a Birmingham per prendere confidenza nel successivo torneo di Eastbourne dove Ostapenko ottiene il suo primo titolo stagionale sconfiggendo nel suo percorso la finalista del Roland Garros Anastasija Pavljučenkova con un netto 6–1, 6–3, le finaliste di Birmingham Ons Jabeur e Dar'ja Kasatkina nei quarti, e battendo in semifinale Elena Rybakina. Accede così alla sua 9° finale WTA in carriera, la prima dal 2019 e la prima in assoluto su erba. Nella circostanza s'impone su Anett Kontaveit con un netto 6–3, 6–3, conquistando il quarto titolo in carriera. La settimana successiva prende parte al torneo di Wimbledon e dopo un comodo successo su Leylah Fernandez e un'altra vittoria a breve giro di posta sulla russa Dar'ja Kasatkina approda al terzo turno, dove viene fermata da Tomljanovic. A Cincinnati raggiunge gli ottavi di finale, sconfitta da Kerber. Agli US Open è sorteggiata contro Nadia Podoroska all'esordio, tuttavia la lettone si ritira prima di scendere in campo a causa di un problema alla gamba destra. Torna in campo a Lussemburgo, dove è la campionessa in carica dal 2019, visto che nel 2020 il torneo è stato annullato a causa della pandemia. Ostapenko dà prova di sé battendo fra le altre Hartono, e Samsonova in semifinale. Nella finale trova la diciassettenne danese Tauson a cui cede il titolo in tre set, perdendo la sua sesta finale in carriera, la quarta sul cemento e la seconda contro una tennista più giovane. A Ostrava esce al secondo turno contro la futura finalista Sakkarī. La settimana successiva prende parte all'ultimo torneo '1000' della stagione di Indian Wells, in data autunnale per via della pandemia: qui elimina fra le altre Świątek giungendo alla sua terza semifinale annuale dove trova la ex numero 1 del mondo Viktoryja Azaranka, contro cui perde in tre set. Chiude l'anno alla Kremlin Cup dove si ritira nel singolare durante il primo turno contro Petković, mentre in doppio, assieme a Siniaková, vince il suo primo trofeo nella specialità dal 2018, superando in finale Kičenok/Olaru per [10–8] al super-tiebreak.
Termina la stagione al n°28 del mondo in singolar e al n°23 in doppio.

### 2022: 5º titolo e ritorno in Top 15 in singolare; due titoli in doppio e approdo in top-10
La lettone inizia l'anno a Sydney, dove perde all'esordio contro la futura vincitrice Paula Badosa. Agli Australian Open centra il primo successo del 2022 contro Anna Schmiedlová; a cui aggiunge quello del turno successivo contro l'americana Alison Riske. Al terzo tuttavia viene fermata dalla ceca Barbora Krejčíková. A San Pietroburgo batte Xinyu Wang, Petković e Sasnovič prima di scontrarsi in semifinale contro la futura campionessa dle torneo, Anett Kontaveit. Con queste buone premesse di forma si sposta al torneo di Dubai: dove elimina prima Sofia Kenin e poi Świątek al tie-break del terzo. Ne quarto di finale prevale di misura su Petra Kvitová al terzo set. Trova Simona Halep in semifinale che supera in tre set. Si aggiudica il titolo battendo infine Veronika Kudermetova piuttosto nettamente per 6–0, 6–4,  proiettandosi in top20 la settimana successiva. Ostapenko, insieme alla compagna Ljudmyla Kičenok, raggiunge la finale anche nella specialità del doppio, ma Kudermetova insieme alla compagna Mertens si prende la rivincita negandole il doppio successo. La settimana successiva esordisce a Doha con un comodo successo su Océane Dodin per eliminare poi Amanda Anisimova, Barbora Krejčíková in poco più di un'ora, e l'ex numero 1 del mondo Garbiñe Muguruza, prima di venire fermata nella sua serie di vittorie consecutive dalla semifinalista Kontaveit, anche lei lanciata in una serie di vittorie. Grazie a questi successi Ostapenko si spinge a ridosso della top10, a soli 200 punti dal suo ingresso.
Nel prosieguo affronta un periodo di stabilizzazione che risulta in una serie di risultati poco interessanti, fatti di secondi turni a Indian Wells e Miami,e di primi turni sulla terra di Madrid e di Roma (al Roland Garros colleziona un altro secondo turno).
Sull'erba, dopo l'ennesimo secondo round a Birmingham (e la contemporanea vittoria del torneo di doppio con Kičenok), prende parte al WTA 500 di Eastbourne dove si impone su Tomljanović, Keys (che si ritira dopo aver perso il primo set ); e Kalinina ai quarti, e Camila Giorgi in semifinale (a cui lascia solo quattro giochi), per raggiungere la finale dove tuttavia l'attende Kvitová che si aggiudica il titolo con lo score di 6–3, 6–2. Anche in doppio Ostapenko raggiunge la finale (nuovamente con Kičenok), tuttavia non scendono in campo per un infortunio rimediato dalla lettone.
Arriva quindi a disputare il torneo di Wimbledon dove, dopo tre discreti incontri giunge agli ottavi dello slam londinese per la prima volta dal 2018. Qui è costretta ad arrendersi di misura alla sorpresa del torneo, Tatjana Maria (7–5, 5–7, 5–7),non sfruttando due match point nel secondo parziale.
Sul cemento americano non raccoglie risultati di rilievo facendo riscontrare anche una sconfitta all'esordio dello US Open. Va meglio in doppio dove centra il sesto titolo WTA a Cincinnati, il secondo annuale con Kičenok. Decide poi di partecipare al WTA 250 di Seul, dove vinse il titolo nel 2017. Dopo qualche difficoltà iniziale Ostapenko raggiunge la finale (anche grazie al ritiro di Raducanu nella semifinale) e come successo a Eastbourne, la lettone manca l'appuntamento con il titolo, cedendo alla seconda forza del seeding Aleksandrova in due parziali.
Il finale di stagione regala un terzo turno al WTA 1000 di Guadalajara, dove esce contro la russa Kudermetova. In doppio, grazie all'ottima stagione disputata con Kičenok, si qualifica per le WTA Finals di Fort Worth: nonostante le due sconfitte conseguite nel round robin e la sola vittoria contro Haddad Maia/Danilina, le due riescono ad approdare in semifinale come migliori seconde, in virtù della migliore differenza set vinti/persi. Qui Ostapenko/Kičenok vengono sconfitte dalla coppia Krejčíková/Siniaková in due parziali.
In singolare chiude la stagione al n°18 del mondo, terminando in top-20 l'anno per la prima volta dal 2017. In doppio termina in 14ª posizione, riuscendo però a ottenere il suo best-ranking a settembre raggiungendo la 7ª piazza mondiale.

### 2023: 6º titolo WTA e quarti all'Australian Open e allo US Open
Inizia la stagione con due primi turni all'Adelaide International 1 e 2. Partecipa quindi all'Australian Open dove batte Gauff agli ottavi, conquistando il primo quarto di finale nello slam australiano. Nella circostanza Ostapenko si arrende a Rybakina.
Ad Abu Dhabi e Doha viene fermata al secondo turno. A Dubai gioca il terzo turno contro la n°2 del mondo Aryna Sabalenka in tre set. Ad Indian Wells, dopo il bye, supera Sasnovič per poi perdere contro Petra Kvitová. A Miami riesce a cogliere gli ottavi di finale, dove viene sconfitta dall'italiana Trevisan.
Nella stagione su terra ottiene un secondo turno contro Jabeur a Stoccarda, un terzo turno contro Samsonova a Madrid, mentre a Roma si spinge fino alle semifinali contro la futura vincitrice, Rybakina. Conclude lo swing su terra con l'uscita a sorpresa al secondo turno del Roland Garros contro l'americana Peyton Stearns.
Sull'erba, gioca al Rothesay Classic di Birmingham da seconda testa di serie, giungendo come da pronostico in finale, dove si scontra con la testa di serie numero uno, Krejčíkova su cui riesce ad avere la meglio, conquistando così il 6º titolo in carriera, il secondo sull'erba. A Eastbourne raggiunge i quarti di finale, dove è costretta al ritiro contro Camila Giorgi. Delude a Wimbledon dove raccoglie solo un secondo turno. Non va meglio nei tornei preparatori per lo Slam newyorchese raccogliendo in due tornei, a Montréal e Cincinnati, solo un successo in tre partite. Si rifà allo US Open dove supera fra le altre Paolini in tre set, e la n°1 del mondo Iga Świątek agli ottavi (3–6, 6–3, 6–1), riuscendo così a cogliere il suo primo quarto di finale allo US Open e centrando così almeno i quarti in tutti i major. Tra le ultime otto, viene nettamente sconfitta dalla futura campionessa Gauff con il punteggio di 0–6, 2–6.
A San Diego esce al secondo turno contro Collins. A Guadalajara si arrende ad una ritrovata Sofia Kenin in due set.
Nella trasferta asiatica, prende parte al WTA 1000 di Pechino ottenendo i quarti di finale e la quarta vittoria stagionale su una top-10, Pegula. Tra le ultime otto la lettone viene sconfitta da Ljudmila Samsonova. A Seul, accreditata della seconda testa di serie, viene subito sorpresa dalla n°569 del mondo Back Da-yeon.
Termina la stagione al Master di secondo livello di Zhuhai, dove è inserita nel gruppo Orchidea assieme a Vekić e alla padrona di casa Zheng Qinwen. Riesce a battere la croata, ma perde contro la cinese, mancando la qualificazione per la semifinale.
Chiude il 2023 al 13º posto nel ranking mondiale, la più alta dal 2017.

### 2024: 2 titoli WTA e rientro in top-10 in singolare; primo Slam in doppio
Ostapenko apre l'anno a Brisbane: dopo il bye, elimina Giorgi e Plíšková, approdando ai quarti di finale, dove cede a Viktoryja Azaranka al terzo set. In doppio, assieme a Ljudmyla Kičenok, vince il suo 7º titolo WTA, battendo in finale Minnen/Watson in due parziali. La settimana dopo arriva in semifinale al torneo di Adelaide grazie ai successi su Cîrstea, Garcia e Kostjuk. Qui batte Ekaterina Aleksandrova in due parziali, accedendo alla sua prima finale in assoluto nel continente oceanico, in cui supera agevolmente Kasatkina (6–3, 6–2), conquistando il suo 7º titolo WTA, il terzo del livello WTA 500. In seguito alla vittoria rientra in top-10, in 10ª posizione, dopo quasi 5 anni e mezzo. Nel doppio si ferma nella semifinale. All'Australian Open viene sconfitta al terzo turno nuovamente da Azarenka. Nel doppio arrivano in finale sconfiggendo in semifinale le campionesse dell'ultimo US Open Routliffe/Dabrowski. Nella circostanza Ostapenko/Kičenok si arrendono alle teste di serie n°2 dl Hsieh/Mertens. A Linz, da prima testa di serie, batte in semifinale Anastasija Pavljučenkova per giocarsi il titolo contro Aleksandrova che sconfigge in poco più di un'ora con il punteggio di 6–2, 6–3, conquistando l'ottavo titolo nel circuito WTA - non ne vinceva due nella stessa annata dal 2017. Raccoglie altri due terzi turni a Doha da Azarenka e a Dubai contro Kalinskaja. A Indian Wells e Miami esce all'esordio, così come sulla terra verde di Charleston. A Madrid raggiunge gli ottavi contro Jabeur. Va meglio a Roma dove gioca i quarti di finale opposta alla n°2 del mondo Sabalenka. Al Roland Garros, per il settimo anno consecutivo, non riesce a cogliere la seconda settimana, sconfitta al secondo turno dalla danese Tauson. Nello swing su erba prova a difendere il titolo al torneo di Birmingham, ma viene eliminata all'esordio per mano di Elisabetta Cocciaretto. Dopo un secondo turno a Eastbourne, perso contro Boulter, e la vittoria nel doppio in coppia con Kichenok, al terzo set sulla coppia primatista mondiale Dabrowski/Routliffe, partecipa a Wimbledon, dove infila una serie di vittorie in due set fino allo scontro con Krejcikova nei quarti di finale, che prevale sulla lettone; stesso turno a cui si ferma anche nel doppio in coppia con Kichenok (fermate da Siniakova/Townsend). Riprende il momento negativo con una serie di primi e secondi turni, comprese le uscite repentine alle Olimpiadi parigine, e all'US Open dove ha appena iniziato la collaborazione con la sua nuova allenatrice, Iva Majoli. Nel corso dello Slam vince in coppia con l'ucraina Ljudmyla Kičenok il loro primo titolo Major nel doppio, battendo in finale la coppia formata da Kristina Mladenovic e Shuai Zheng con il punteggio di 6–4, 6–3, senza perdere un set nel loro percorso.
Termina l'anno al n°15 del mondo in singolare e al n°5 del mondo in doppio.

### 2025

#### Singolare: prima finale WTA 1000 e nono titolo WTA
Dopo diverse sconfitte premature nella trasferta oceanica, tra cui un primo turno all'Australian Open, a Doha trova la prima finale dell'anno, superando senza perdere set Itō, Samsonova, Jabeur e le top-5 Paolini e Świątek. Nella sua prima finale da quando esiste la denominazione '1000', Ostapenko cede il passo ad Amanda Anisimova, con lo score di 4–6, 3–6.
Dopo alcune uscite premature tra Dubai, Indian Wells e Miami, inizia a Charleston la parte di stagione su terra: viene battuta al terzo turno dalla campionessa in carica Collins. A Stoccarda, la lettone giunge ai quarti eliminando Jastrems'ka e Navarro. Tra le ultime otto, per la sesta volta in carriera sconfigge Iga Świątek, accedendo alla semifinale, dove regola con un doppio 6-4 Ekaterina Aleksandrova. Nella sua 18° finale WTA, Ostapenko si impone sulla n°1 del mondo Aryna Sabalenka con lo score di 6–4, 6–1. Per Jeļena è il nono titolo nel circuito maggiore, il quinto a livello WTA 500 e il primo del 2025. La vittoria su Sabalenka è inoltre la sua terza in carriera su una n°1 del mondo. 
Segue una fase di stagione piuttosto opaca in cui vince appena 6 partite (tutte contro avversarie fuori dalle prime 40 del mondo) a fronte di 6 sconfitte.

#### Doppio: 3° finale slam e 10° titolo WTA
All'Australian Open, in coppia con l'esperta Hsieh Su-Wei, Ostapenko centra la sua terza finale slam, la seconda consecutiva nel primo major annuale. Nel match valevole per il titolo, le due si arrendono alla coppia n°1 del seeding Siniaková/Townsend con lo score di 2–6, 7-6(4), 3-6. Ad Abu Dhabi, assieme ad Ellen Perez, raggiunge la seconda finale del 2025: le due conquistano il titolo superando Mladenovic/Zhang per 6-2, 6-1. A Dubai, si ricongiunge con Hsieh: centrano un'altra finale, dove perdono nuovamente da Siniaková/Townsend, questa volta in due set. A Charleston vince il secondo titolo stagionale, questa volta in coppia con Erin Routliffe. 
A partire da Madrid, torna a far coppia con Hsieh. Le due centrano la semifinale del torneo spagnolo, ma soprattutto la finale di Wimbledon, grazie alla vittoria in due set ottenuta nella semifinale contro la coppia numero uno del seeding, e campionesse in carica, Siniakova/Townsend. In finale, la sesta in carriera a livello Slam considerando tutte le specialità, vengono rimontate dalla coppia Mertens/Kudermetova.

## Statistiche WTA

### Singolare

#### Vittorie (9)
| Legenda               | Legenda      |
| --------------------- | ------------ |
| Grande Slam (1)       |              |
| Ori Olimpici (0)      |              |
| WTA Finals (0)        |              |
| WTA Elite Trophy (0)  |              |
| Dal 2009 al 2020      | Dal 2021     |
| Premier Mandatory (0) | WTA 1000 (0) |
| Premier 5 (0)         | WTA 1000 (0) |
| Premier (0)           | WTA 500 (5)  |
| International (2)     | WTA 250 (1)  |

| N. | Data              | Torneo                               | Superficie      | Avversaria in finale   | Punteggio        |
| 1. | 10 giugno 2017    | Open di Francia, Parigi              | Terra rossa     | Simona Halep           | 4–6, 6–4, 6–3    |
| 2. | 24 settembre 2017 | Korea Open, Seul                     | Cemento         | Beatriz Haddad Maia    | 6(5)–7, 6–1, 6–4 |
| 3. | 20 ottobre 2019   | Luxembourg Open, Lussemburgo         | Cemento (i)     | Julia Görges           | 6–4, 6–1         |
| 4. | 26 giugno 2021    | Eastbourne International, Eastbourne | Erba            | Anett Kontaveit        | 6–3, 6–3         |
| 5. | 19 febbraio 2022  | Dubai Tennis Championships, Dubai    | Cemento         | Veronika Kudermetova   | 6–0, 6–4         |
| 6. | 25 giugno 2023    | Birmingham Classic, Birmingham       | Erba            | Barbora Krejčíková     | 7–6(8), 6–4      |
| 7. | 13 gennaio 2024   | Adelaide International, Adelaide     | Cemento         | Dar'ja Kasatkina       | 6–3, 6–2         |
| 8. | 4 febbraio 2024   | Austria Ladies Linz, Linz            | Cemento (i)     | Ekaterina Aleksandrova | 6–2, 6–3         |
| 9. | 21 aprile 2025    | Stuttgart Open, Stoccarda            | Terra rossa (i) | Aryna Sabalenka        | 6–4, 6–1         |

#### Sconfitte (9)
| Legenda               | Legenda      |
| --------------------- | ------------ |
| Grande Slam (0)       |              |
| Argenti Olimpici (0)  |              |
| WTA Finals (0)        |              |
| WTA Elite Trophy (0)  |              |
| Dal 2009 al 2020      | Dal 2021     |
| Premier Mandatory (1) | WTA 1000 (1) |
| Premier 5 (1)         | WTA 1000 (1) |
| Premier (1)           | WTA 500 (1)  |
| International (2)     | WTA 250 (2)  |

| N. | Data              | Torneo                               | Superficie    | Avversaria in finale   | Punteggio     |
| 1. | 20 settembre 2015 | Bell Challenge, Québec               | Sintetico (i) | Annika Beck            | 2–6, 2–6      |
| 2. | 27 febbraio 2016  | Qatar Ladies Open, Doha              | Cemento       | Carla Suárez Navarro   | 6–1, 4–6, 4–6 |
| 3. | 9 aprile 2017     | Charleston Open, Charleston          | Terra verde   | Dar'ja Kasatkina       | 3–6, 1–6      |
| 4. | 31 marzo 2018     | Miami Open, Miami                    | Cemento       | Sloane Stephens        | 6(5)–7, 1–6   |
| 5. | 13 ottobre 2019   | Austria Ladies Linz, Linz            | Cemento (i)   | Coco Gauff             | 3–6, 6–1, 2–6 |
| 6. | 19 settembre 2021 | Luxembourg Open, Lussemburgo         | Cemento (i)   | Clara Tauson           | 3–6, 6–4, 4–6 |
| 7. | 25 giugno 2022    | Eastbourne International, Eastbourne | Erba          | Petra Kvitová          | 3–6, 2–6      |
| 8. | 25 settembre 2022 | Korea Open, Seul                     | Cemento       | Ekaterina Aleksandrova | 6(4)–7, 0–6   |
| 9. | 15 febbraio 2025  | Qatar Ladies Open, Doha (2)          | Cemento       | Amanda Anisimova       | 4-6, 3-6      |

### Doppio

#### Vittorie (11)
| Legenda               | Legenda      |
| --------------------- | ------------ |
| Grande Slam (1)       |              |
| Ori Olimpici (0)      |              |
| WTA Finals (0)        |              |
| WTA Elite Trophy (0)  |              |
| Dal 2009 al 2020      | Dal 2021     |
| Premier Mandatory (0) | WTA 1000 (1) |
| Premier 5 (1)         | WTA 1000 (1) |
| Premier (2)           | WTA 500 (5)  |
| International (0)     | WTA 250 (1)  |

| N.  | Data             | Torneo                                        | Superficie      | Compagna           | Avversarie in finale                       | Punteggio           |
| 1.  | 5 febbraio 2017  | St. Petersburg Ladies Trophy, San Pietroburgo | Cemento (i)     | Alicja Rosolska    | Darija Jurak Xenia Knoll                   | 3–6, 6–2, [10–5]    |
| 2.  | 30 aprile 2017   | Stuttgart Open, Stoccarda                     | Terra rossa (i) | Raquel Atawo       | Abigail Spears Katarina Srebotnik          | 6–4, 6–4            |
| 3.  | 18 febbraio 2018 | Qatar Ladies Open, Doha                       | Cemento         | Gabriela Dabrowski | Andreja Klepač María José Martínez Sánchez | 6–3, 6–3            |
| 4.  | 23 ottobre 2021  | Kremlin Cup, Mosca                            | Cemento (i)     | Kateřina Siniaková | Nadežda Kičenok Ioana Raluca Olaru         | 6–2, 4–6, [10–8]    |
| 5.  | 19 giugno 2022   | Birmingham Classic, Birmingham                | Erba            | Ljudmyla Kičenok   | Elise Mertens Zhang Shuai                  | w/o                 |
| 6.  | 20 agosto 2022   | Cincinnati Open, Cincinnati                   | Cemento         | Ljudmyla Kičenok   | Nicole Melichar-Martinez Ellen Perez       | 7–6(5), 6–3         |
| 7.  | 6 gennaio 2024   | Brisbane International, Brisbane              | Cemento         | Ljudmyla Kičenok   | Greet Minnen Heather Watson                | 7–5, 6–2            |
| 8.  | 29 giugno 2024   | Eastbourne International, Eastbourne          | Erba            | Ljudmyla Kičenok   | Gabriela Dabrowski Erin Routliffe          | 5–7, 7–6(2), [10–8] |
| 9.  | 6 settembre 2024 | US Open, New York                             | Cemento         | Ljudmyla Kičenok   | Kristina Mladenovic Zhang Shuai            | 6-4, 6-3            |
| 10. | 8 febbraio 2025  | Abu Dhabi Open, Abu Dhabi                     | Cemento         | Ellen Perez        | Kristina Mladenovic Zhang Shuai            | 6-2, 6-1            |
| 11. | 6 aprile 2025    | Charleston Open, Charleston                   | Terra verde     | Erin Routliffe     | Caroline Dolehide Desirae Krawczyk         | 6-4, 6-2            |

#### Sconfitte (11)
| Legenda               | Legenda      |
| --------------------- | ------------ |
| Grande Slam (3)       |              |
| Argenti Olimpici (0)  |              |
| WTA Finals (0)        |              |
| WTA Elite Trophy (0)  |              |
| Dal 2009 al 2020      | Dal 2021     |
| Premier Mandatory (1) | WTA 1000 (1) |
| Premier 5 (1)         | WTA 1000 (1) |
| Premier (0)           | WTA 500 (4)  |
| International (1)     | WTA 250 (0)  |

| N.  | Data             | Torneo                                | Superficie  | Compagna           | Avversarie in finale               | Punteggio           |
| 1.  | 28 luglio 2019   | Baltic Open, Jūrmala                  | Terra rossa | Galina Voskoboeva  | Sharon Fichman Nina Stojanović     | 6–2, 6(1)–7, [6–10] |
| 2.  | 6 ottobre 2019   | China Open, Pechino                   | Cemento     | Dajana Jastrems'ka | Sofia Kenin Bethanie Mattek-Sands  | 3–6, 7–6(5), [7–10] |
| 3.  | 28 febbraio 2020 | Qatar Ladies Open, Doha               | Cemento     | Gabriela Dabrowski | Hsieh Su-wei Barbora Strýcová      | 2–6, 7–5, [2–10]    |
| 4.  | 5 marzo 2021     | Qatar Ladies Open, Doha (2)           | Cemento     | Monica Niculescu   | Nicole Melichar Demi Schuurs       | 2–6, 6–2, [8–10]    |
| 5.  | 19 febbraio 2022 | Dubai Tennis Championships, Dubai     | Cemento     | Ljudmyla Kičenok   | Veronika Kudermetova Elise Mertens | 1–6, 3–6            |
| 6.  | 25 giugno 2022   | Eastbourne International, Eastbourne  | Erba        | Ljudmyla Kičenok   | Aleksandra Krunić Magda Linette    | w/o                 |
| 7.  | 17 febbraio 2023 | Qatar Ladies Open, Doha (3)           | Cemento     | Ljudmyla Kičenok   | Coco Gauff Jessica Pegula          | 4–6, 6–2, [7–10]    |
| 8.  | 28 gennaio 2024  | Australian Open, Melbourne            | Cemento     | Ljudmyla Kičenok   | Hsieh Su-wei Elise Mertens         | 1–6, 5–7            |
| 9.  | 26 gennaio 2025  | Australian Open, Melbourne (2)        | Cemento     | Hsieh Su-wei       | Kateřina Siniaková Taylor Townsend | 2–6, 7-6(4), 3-6    |
| 10. | 22 febbraio 2025 | Dubai Tennis Championships, Dubai (2) | Cemento     | Hsieh Su-wei       | Kateřina Siniaková Taylor Townsend | 6(5)-7, 4-6         |
| 11. | 13 luglio 2025   | Torneo di Wimbledon, Londra           | Erba        | Hsieh Su-wei       | Veronika Kudermetova Elise Mertens | 6-3, 2-6, 4-6       |

### Doppio misto

#### Sconfitte (1)
| Tornei del Grande Slam  |
| ----------------------- |
| Australian Open (0)     |
| Open di Francia (0)     |
| Torneo di Wimbledon (1) |
| US Open (0)             |

| N. | Data           | Torneo                      | Superficie | Compagna         | Avversari in finale     | Punteggio |
| 1. | 14 luglio 2019 | Torneo di Wimbledon, Londra | Erba       | Robert Lindstedt | Latisha Chan Ivan Dodig | 2–6, 3–6  |

## Statistiche ITF

### Singolare

#### Vittorie (6)
| Torneo $100.000 (0) |
| Torneo $80.000 (0)  |
| Torneo $75.000 (0)  |
| Torneo $60.000 (0)  |
| Torneo $50.000 (1)  |
| Torneo $25.000 (0)  |
| Torneo $15.000 (0)  |
| Torneo $10.000 (6)  |

| N. | Data             | Torneo                                        | Superficie    | Avversaria in finale   | Punteggio        |
| 1. | 4 novembre 2012  | Rising Star Tour Näsbypark, Stoccolma         | Cemento (i)   | Ellen Allgurin         | 6–1, 6–3         |
| 2. | 23 febbraio 2013 | ITF Women's Circuit Helsingborg, Helsingborg  | Sintetico (i) | Ellen Allgurin         | 6–2, 7–6(3)      |
| 3. | 17 novembre 2013 | OrtoLääkärit Open, Helsinki                   | Cemento (i)   | Susanne Celik          | 7–5, 4–6, 7–5    |
| 4. | 13 aprile 2014   | Forte Village International Tournament, Pula  | Terra rossa   | Jade Suvrijn           | 7–6(4), 6–1      |
| 5. | 27 aprile 2014   | Forte Village International Tournament, Pula  | Terra rossa   | Yvonne Cavalle-Reimers | 6–2, 7–5         |
| 6. | 4 maggio 2014    | Forte Village International Tournament, Pula  | Terra rossa   | Alice Balducci         | 4–6, 7–6(1), 6–3 |
| 7. | 1º marzo 2015    | St. Petersburg Ladies Trophy, San Pietroburgo | Cemento (i)   | Patricia Maria Țig     | 3–6, 7–5, 6–2    |

#### Sconfitte (3)
| Torneo $100.000 (0) |
| Torneo $80.000 (0)  |
| Torneo $75.000 (1)  |
| Torneo $60.000 (0)  |
| Torneo $50.000 (1)  |
| Torneo $25.000 (1)  |
| Torneo $15.000 (0)  |
| Torneo $10.000 (0)  |

| N. | Data             | Torneo                        | Superficie    | Avversaria in finale | Punteggio     |
| 1. | 17 novembre 2014 | Hart Open, Zawada             | Sintetico (i) | Océane Dodin         | 5–7, 4–6      |
| 2. | 29 marzo 2015    | Blossom Cup, Quanzhou         | Cemento       | Elizaveta Kuličkova  | 1–6, 7–5, 5–7 |
| 3. | 2 agosto 2015    | Powiat Poznański Open, Sobota | Terra rossa   | Petra Cetkovská      | 6–3, 5–7, 2–6 |

### Doppio

#### Vittorie (8)
| Torneo $100.000 (0) |
| Torneo $80.000 (0)  |
| Torneo $75.000 (0)  |
| Torneo $60.000 (0)  |
| Torneo $50.000 (0)  |
| Torneo $25.000 (3)  |
| Torneo $15.000 (0)  |
| Torneo $10.000 (5)  |

| N. | Data             | Torneo                                       | Superficie    | Compagna             | Avversarie in finale                   | Punteggio           |
| 1. | 4 novembre 2012  | Rising Star Tour Näsbypark, Stoccolma        | Cemento (i)   | Donika Bashota       | Maria Moch Eva Paalma                  | 7–6(4), 6–1         |
| 2. | 23 febbraio 2013 | ITF Women's Circuit Helsingborg, Helsingborg | Sintetico (i) | Ellen Allgurin       | Cornelia Lister Lisanne van Riet       | 6–2, 6(4)–7, [10–7] |
| 3. | 31 marzo 2013    | SEB Tallink Open, Tallinn                    | Cemento (i)   | Anett Kontaveit      | Ljudmyla Kičenok Nadežda Kičenok       | 2–6, 7–5, [10–0]    |
| 4. | 21 luglio 2013   | Internazionali di Imola, Imola               | Sintetico     | Ljudmyla Kičenok     | Katharina Lehnert Alice Matteucci      | 6–4, 3–6, [10–3]    |
| 5. | 17 novembre 2013 | OrtoLääkärit Open, Helsinki                  | Cemento (i)   | Eva Paalma           | Quirine Lemoine Martina Přádová        | 6–2, 5–7, [11–9]    |
| 6. | 13 aprile 2014   | Forte Village International Tournament, Pula | Terra rossa   | Mana Ayukawa         | Alice Balducci Diana Buzean            | 7–5, 3–6, [10–5]    |
| 7. | 27 aprile 2014   | Forte Village International Tournament, Pula | Terra rossa   | Rosalie van der Hoek | Yvonne Cavallé Reimers Olga Sáez Larra | 6–1, 2–6, [10–6]    |
| 8. | 1º febbraio 2015 | Open GDF SUEZ 42, Andrézieux-Bouthéon        | Cemento (i)   | Gioia Barbieri       | Lesley Kerkhove Ana Vrljić             | 2–6, 7–6(4), [10–3] |

#### Sconfitte (1)
| Torneo $100.000 (0) |
| Torneo $80.000 (0)  |
| Torneo $75.000 (1)  |
| Torneo $60.000 (0)  |
| Torneo $50.000 (0)  |
| Torneo $25.000 (0)  |
| Torneo $15.000 (0)  |
| Torneo $10.000 (0)  |

| N. | Data          | Torneo                        | Superficie  | Compagna        | Avversarie in finale          | Punteggio   |
| 1. | 2 agosto 2015 | Powiat Poznański Open, Sobota | Terra rossa | Cornelia Lister | Kiki Bertens Richèl Hogenkamp | 6(2)–7, 4–6 |

## Grand Slam Junior

### Singolare

#### Vittorie (1)
| Tornei del Grande Slam  |
| ----------------------- |
| Australian Open (0)     |
| Open di Francia (0)     |
| Torneo di Wimbledon (1) |
| US Open (0)             |

| N. | Data          | Torneo                      | Superficie | Avversario in finale | Punteggio     |
| 1. | 6 luglio 2014 | Torneo di Wimbledon, Londra | Erba       | Kristína Schmiedlová | 2–6, 6–3, 6–0 |

## Vittorie contro giocatrici Top 10
| Stagione | 2015 | 2016 | 2017 | 2018 | 2019 | 2020 | 2021 | 2022 | 2023 | 2024 | 2025 | Totale |
| -------- | ---- | ---- | ---- | ---- | ---- | ---- | ---- | ---- | ---- | ---- | ---- | ------ |
| Vittorie | 1    | 1    | 4    | 2    | 2    | 3    | 1    | 3    | 4    | 0    | 4    | 25     |

| #    | Giocatrice            | Ranking | Evento                                   | Superficie      | Turno | Punteggio          | Rank. JOR |
| ---- | --------------------- | ------- | ---------------------------------------- | --------------- | ----- | ------------------ | --------- |
| 2015 |                       |         |                                          |                 |       |                    |           |
| 1.   | Carla Suárez Navarro  | 9       | Torneo di Wimbledon, Londra              | Erba            | 1T    | 6–2, 6–0           | 147       |
| 2016 |                       |         |                                          |                 |       |                    |           |
| 2.   | Petra Kvitová         | 8       | Qatar Ladies Open, Doha                  | Cemento         | 3T    | 5–7, 6–2, 6–1      | 88        |
| 2017 |                       |         |                                          |                 |       |                    |           |
| 3.   | Simona Halep          | 4       | Open di Francia, Parigi                  | Terra rossa     | F     | 4–6, 6–4, 6–3      | 47        |
| 4.   | Elina Svitolina       | 5       | Torneo di Wimbledon, Londra              | Erba            | 4T    | 6–3, 7–6(6)        | 13        |
| 5.   | Garbiñe Muguruza      | 1       | Wuhan Open, Wuhan                        | Cemento         | QF    | 1–6, 6–3, 6–2      | 10        |
| 6.   | Karolína Plíšková     | 3       | WTA Finals, Singapore                    | Cemento (i)     | RR    | 6–3, 6–1           | 7         |
| 2018 |                       |         |                                          |                 |       |                    |           |
| 7.   | Petra Kvitová (2)     | 9       | Miami Open, Miami                        | Cemento         | 4T    | 7–6(4), 6–3        | 5         |
| 8.   | Elina Svitolina (2)   | 4       | Miami Open, Miami                        | Cemento         | QF    | 7–6(3), 7–6(5)     | 5         |
| 2019 |                       |         |                                          |                 |       |                    |           |
| 9.   | Sloane Stephens       | 9       | Eastbourne International, Eastbourne     | Erba            | 2T    | 1–6, 6–0, 6–3      | 35        |
| 10.  | Karolína Plíšková (2) | 2       | China Open, Pechino                      | Cemento         | 1T    | 7–5, 3–6, 7–5      | 74        |
| 2020 |                       |         |                                          |                 |       |                    |           |
| 11.  | Sofia Kenin           | 7       | Billie Jean King Cup, Everett            | Cemento (i)     | Q     | 6–3, 2–6, 6–2      | 40        |
| 12.  | Kiki Bertens          | 8       | Internationaux de Strasbourg, Strasburgo | Terra rossa     | 2T    | 2–6, 6–4, 4–2 rit. | 43        |
| 13.  | Karolína Plíšková (3) | 4       | Open di Francia, Parigi                  | Terra rossa     | 2T    | 6–4, 6–2           | 43        |
| 2021 |                       |         |                                          |                 |       |                    |           |
| 14.  | Iga Świątek           | 4       | Indian Wells Open, Indian Wells          | Cemento         | 4T    | 6–4, 6–3           | 29        |
| 2022 |                       |         |                                          |                 |       |                    |           |
| 15.  | Iga Świątek (2)       | 9       | Dubai Tennis Championships, Dubai        | Cemento         | 2T    | 4–6, 6–1, 7–6(4)   | 21        |
| 16.  | Barbora Krejčíková    | 3       | Qatar Ladies Open, Doha                  | Cemento         | 3T    | 6–3, 6–2           | 13        |
| 17.  | Garbiñe Muguruza (2)  | 9       | Qatar Ladies Open, Doha                  | Cemento         | QF    | 6–2, 6–2           | 13        |
| 2023 |                       |         |                                          |                 |       |                    |           |
| 18.  | Coco Gauff            | 7       | Australian Open, Melbourne               | Cemento         | 4T    | 7–5, 6–3           | 17        |
| 19.  | Dar'ja Kasatkina      | 9       | Internazionali d'Italia, Roma            | Terra rossa     | 4T    | 6–4, 4–6, 6–0      | 20        |
| 20.  | Iga Świątek (3)       | 1       | US Open, New York                        | Cemento         | 4T    | 3–6, 6–3, 6–1      | 21        |
| 21.  | Jessica Pegula        | 4       | China Open, Pechino                      | Cemento         | 3T    | 6–4, 6–2           | 17        |
| 2025 |                       |         |                                          |                 |       |                    |           |
| 22.  | Jasmine Paolini       | 4       | Qatar Ladies Open, Doha                  | Cemento         | 3T    | 6–2, 6–2           | 37        |
| 23.  | Iga Świątek (4)       | 2       | Qatar Ladies Open, Doha                  | Cemento         | SF    | 6–3, 6–1           | 37        |
| 24.  | Iga Świątek (5)       | 2       | Stuttgart Open, Stoccarda                | Terra rossa (i) | QF    | 6–3, 3-6, 6-2      | 24        |
| 25.  | Aryna Sabalenka       | 1       | Stuttgart Open, Stoccarda                | Terra rossa (i) | F     | 6–4, 6-1           | 24        |

## Risultati in progressione
| V | F | SF | QF | #T | RR | Q# | A | ND |

(V) Torneo vinto; raggiunto (F) finale, (SF) semifinale, (QF) quarti di finale, (#T) turni 4, 3, 2, 1; (RR) round - robin; (Q#) Turno di qualificazione; (A) assente dal torneo; (ND) torneo non disputato.

### Singolare
Aggiornato a fine WTA Tour 2023 
| Torneo                 | 2015            | 2016            | 2017          | 2018            | 2019            | 2020          | 2021            | 2022            | 2023            | Titoli       | V–S          |
| ---------------------- | --------------- | --------------- | ------------- | --------------- | --------------- | ------------- | --------------- | --------------- | --------------- | ------------ | ------------ |
| Tornei del Grande Slam |                 |                 |               |                 |                 |               |                 |                 |                 |              |              |
| Australian Open        | A               | 1T              | 3T            | 3T              | 1T              | 2T            | 1T              | 3T              | QF              | 0 / 8        | 11–8         |
| Open di Francia        | Q1              | 1T              | V             | 1T              | 1T              | 3T            | 1T              | 2T              | 2T              | 1 / 8        | 11–7         |
| Wimbledon              | 2T              | 1T              | QF            | SF              | 1T              | ND            | 3T              | 4T              | 2T              | 0 / 8        | 16–8         |
| US Open                | 2T              | 1T              | 3T            | 3T              | 3T              | A             | A               | 1T              | QF              | 0 / 7        | 11–7         |
| Totale                 | 2–2             | 0–4             | 15–3          | 9–4             | 2–4             | 3–2           | 2–3             | 6–4             | 10-4            | 1 / 31       | 49–30        |
| Giochi Olimpici        |                 |                 |               |                 |                 |               |                 |                 |                 |              |              |
| Giochi Olimpici        | ND              | 1T              | Non disputati | Non disputati   | Non disputati   | Non disputati | 1T              | ND              | ND              | 0 / 2        | 0–2          |
| Tornei di fine anno    |                 |                 |               |                 |                 |               |                 |                 |                 |              |              |
| WTA Finals             | Non qualificata | Non qualificata | RR            | Non qualificata | Non qualificata | ND            | Non qualificata | Non qualificata | Non qualificata | 0 / 1        | 1–2          |
| WTA 1000[2]            |                 |                 |               |                 |                 |               |                 |                 |                 |              |              |
| Doha / Dubai[1]        | A               | F               | 1T            | 2T              | 1T              | 3T            | 2T              | SF              | 3T              | 0 / 8        | 15–8         |
| Indian Wells           | A               | A               | 2T            | 3T              | 3T              | ND            | SF              | 2T              | 3T              | 0 / 6        | 11–6         |
| Miami                  | A               | Q1              | 1T            | F               | 2T              | ND            | 3T              | 2T              | 4T              | 0 / 6        | 13–6         |
| Madrid                 | A               | 1T              | A             | 1T              | 2T              | ND            | 2T              | 1T              | 3T              | 0 / 6        | 4–6          |
| Roma                   | A               | 3T              | 2T            | QF              | 1T              | 1T            | QF              | 1T              | SF              | 0 / 8        | 13–8         |
| Montréal / Toronto     | A               | 1T              | 1T            | 1T              | 3T              | ND            | 1T              | 2T              | 1T              | 0 / 7        | 4–7          |
| Cincinnati             | A               | 2T              | 1T            | 1T              | 1T              | A             | 3T              | 2T              | 2T              | 0 / 7        | 5–7          |
| Wuhan                  | A               | 1T              | SF            | 1T              | A               | Non disputati | Non disputati   | Non disputati   | Non disputati   | 0 / 3        | 4–3          |
| Pechino                | A               | 1T              | SF            | 2T              | 2T              | ND            | ND              | ND              | QF              | 0 / 5        | 9–5          |
| Carriera               |                 |                 |               |                 |                 |               |                 |                 |                 |              |              |
| Tornei giocati         | 16              | 25              | 20            | 21              | 26              | 7             | 20              | 20              | 23              | 178          | 178          |
| Titoli                 | 0               | 0               | 2             | 0               | 1               | 0             | 1               | 1               | 1               | 6            | 6            |
| Finali                 | 1               | 1               | 3             | 1               | 2               | 0             | 2               | 3               | 1               | 14           | 14           |
| Totale V–S             | 30–14           | 20–24           | 48–20         | 23–21           | 27–27           | 9–8           | 32–19           | 36–19           | 23-18           | 248–170      | 248–170      |
| Vittorie %             | 68%             | 45%             | 71%           | 52%             | 50%             | 53%           | 63%             | 65%             | 56%             | 59%          | 59%          |
| Ranking a fine anno    | 79              | 44              | 7             | 22              | 44              | 44            | 28              | 18              | 13              | $ 10.514.687 | $ 10.514.687 |

Note
- 1 Il Dubai Tennis Championships e il Qatar Ladies Open di Doha si scambiarono frequentemente lo status tra evento Premier ed evento Premier 5 dal 2009 al 2021; successivamente, tra evento WTA 500 e WTA 1000.
- 2 I tornei di categoria WTA 1000 fino al 2020 compreso si distinguevano in Premier Mandatory (Indian Wells, Miami, Madrid e Pechino) e Premier 5 (Roma, Montreal/Toronto, Cincinnati e Wuhan).

### Doppio
| Tornei del Grande Slam |     |     |     |     |     |     |     |      |     |        |       |
| Australian Open        | A   | 1T  | 1T  | 1T  | 2T  | QF  | 3T  | 2T   | 1T  | 0 / 8  | 7–8   |
| Open di Francia        | A   | 1T  | 1T  | 1T  | QF  | 3T  | 3T  | SF   | 2T  | 0 / 8  | 12–8  |
| Wimbledon              | A   | 3T  | 1T  | 3T  | 1T  | ND  | 2T  | SF   | 1T  | 0 / 7  | 9–7   |
| US Open                | A   | 2T  | 1T  | 1T  | QF  | A   | A   | 3T   | 2T  | 0 / 6  | 8–6   |
| Totale                 | 0–0 | 3–4 | 0–4 | 2–4 | 7–4 | 5–2 | 5–3 | 11–4 | 2-4 | 0 / 29 | 36–29 |

### Doppio misto
| Tornei del Grande Slam |     |     |     |     |     |     |     |     |     |        |       |
| Australian Open        | A   | A   | A   | A   | A   | 2T  | 1T  | A   | QF  | 0 / 3  | 3–3   |
| Open di Francia        | A   | A   | 1T  | 1T  | A   | A   | A   | A   | 1T  | 0 / 3  | 0–3   |
| Wimbledon              | A   | SF  | A   | A   | F   | ND  | A   | QF  | A   | 0 / 3  | 11–3  |
| US Open                | A   | 1T  | 2T  | A   | A   | A   | A   | QF  | A   | 0 / 3  | 3–3   |
| Totale                 | 0–0 | 4–2 | 1–2 | 0–1 | 5–1 | 1–1 | 0–1 | 4–2 | 2-2 | 0 / 12 | 17–12 |